# Samuel Mosbach
Samuel Mosbach (* 23. Juli 1584 in Rudolstadt; † 2. März 1649 in Leipzig) war ein deutscher Rechtswissenschaftler.

## Leben
Der Sohn von Samuel Mosbach dem Älteren (1556–1603) immatrikulierte sich im Wintersemester 1593 an der Universität Leipzig. Im Sommersemester 1601 begann er ein Studium der Rechtswissenschaften, das er am 23. März 1615 mit der Erlangung des Lizentiates der juristischen Wissenschaften und am 14. März 1616 mit der Promotion zum Doktor der Rechte abschloss. Nachdem er eine Zeit lang als Advokat tätig gewesen war, wurde er am 6. März 1635 als Assessor an die juristische Fakultät aufgenommen, wurde am 2. September 1639 fünfter Professor der Leipziger Juristenfakultät mit dem Titel de Verborum Significatione et de Regulis Juris und später zum vierten Professor der Instituten.
Zudem wurde er 1646 Assessor am Leipziger Konsistorium, Rat am Appellationsgericht in Dresden und Domherr in Naumburg. Mosbach hatte sich auch an den organisatorischen Aufgaben der Leipziger Hochschule beteiligt und war in den Wintersemestern 1635 und 1647 Rektor der Alma Mater.
Samuel Mosbach wurde am 7. März in der Leipziger Paulinerkirche begraben.

## Werke (Auswahl)
- Disp. Ad L. Civil. 27. ff. De rebus creditis.
- Disp de usucappionibus.

## Weblink
- Druckschriften von und über Samuel Mosbach im VD 17.

| Personendaten    | Personendaten                   |
| ---------------- | ------------------------------- |
| NAME             | Mosbach, Samuel                 |
| KURZBESCHREIBUNG | deutscher Rechtswissenschaftler |
| GEBURTSDATUM     | 23. Juli 1584                   |
| GEBURTSORT       | Rudolstadt                      |
| STERBEDATUM      | 2. März 1649                    |
| STERBEORT        | Leipzig                         |